# تپه کاووسیه
تپه کاووسیه مربوط به دوران پیش از تاریخ ایران باستان - هزاره سوم و ۴ قبل از میلاد است و در استان تهران، شهرستان قدس، شهر قدس، انتهای بلوار کاووسیه، داخل باغ شاهزاده ماهان(شازده) واقع شده و این اثر در تاریخ ۲۵ آبان ۱۳۸۷ با شمارهٔ ثبت ۲۳۸۷۳ به‌عنوان یکی از آثار ملی ایران به ثبت رسیده است.
در حفاری‌های غیرمجاز این تپه که بعدها آثارش هنگام خروج از ایران به دست میراث فرهنگی افتاد، تابوت مردی مومیایی بدست آمد.
این باغ سرسبز و تاریخی که دارای عمارتی زیبا می باشد پس از انقلاب اسلامی توسط ستاد اجرایی فرمان امام مصادره گردید و هم اکنون در اختیار بنیاد مستضعفان است و متاسفانه امکان بازدید عمومی ندارد.